# Gindlkofen (Grafing bei München)
Gindlkofen ist ein Stadtteil von Grafing bei München im oberbayerischen Landkreis Ebersberg. Das Dorf liegt circa einen Kilometer westlich des Zentrums von Grafing.